# 大连神社
大連神社（日语：／ Dairen Jinjya）是位於日本山口县下关市的神社，原址位于关东州南山（今中华人民共和国辽宁省大连市）。
二戰後，遷回日本重建。現位於山口縣下關市，為赤間神宮的境內攝社，位於正殿東北角。主祭神為天照皇大神、大國主大神、明治天皇與靖國神。

## 歷史
1907年（明治40年）10月1日建成，主要供在大連居住的日本人祭拜氏神。在1944年關東神宮落成前，一直是關東州的中心神社。
1945年8月，日本投降后，蘇聯紅軍佔領關東州。蘇軍一度進入神社，但在觀看了神職人員的雅樂與舞樂后，大為稱讚。因而並未遭到破壞。1947年3月14日，原神社宮司水野久直將大連神社的神體、神寶帶回日本本土，暫厝在福岡的筥崎宫。后水野改任赤間神宮宮司，在神宮內設了一間小祠，將大連神社的神體遷來供奉。1973年，第60次神宮式年遷宮時，接收了伊勢神宮汰換的舊建材。1980年，移至現在的位置。
大連神社原址現為大连市中山区解放小学。

## 佈置
在威德殿內保存有神寶。正門處的“神德無偏”匾為時任滿洲國國務總理大臣的張景惠所題寫。門前有一對中國風格的狛犬。